# Alfara (l'Alcúdia de Veo)
Alfara, o Alfara de Benitandús, és un despoblat del terme de l'Alcúdia de Veo, a la comarca de la Plana Baixa, en plena Serra d'Espadà.

## Situació
Hui dia desconeixem exactament on va estar situada aquesta població, ja que ni tan sols ha sobreviscut el seu topònim per a designar la partida del terme alcudià on s'ubicava. Tanmateix, l'ésser anomenada sempre al costat de Benitandús i, fins i tot, aparèixer a la documentació com Alfara de Benitandús ens fa pensar que es trobava a prop d'aquest nucli.

## Història
El topònim Alfara deriva de l'àrab al-ḥara que, segons el DCVB, vol dir "el carrer". Així doncs, tot apunta que l'origen d'aquest poblament es remunta a l'època musulmana.
L'any 1510 hi havia 23 cases, entre les de Benitandús i les d'Alfara, que posseïen 150 caps de bestiar, segons es desprèn del cens efectuat aquell any.
El 1535, després d'haver estat derrotats els moriscos de l'Espadà nou anys abans, es va ordenar la fundació d'una església al lloc per tal d'evangelitzar els seus habitants. Aquest temple va ser adscrit al de l'Alcúdia de Veo, de la mateixa manera que els de Veo i Benitandús. El 1602 el papa Climent VIII, en una bula, desmembrà les esglésies d'aquests pobles de la parroquial d'Eslida. En aquell temps, però, fins i tot abans d'haver estat expulsats els moriscos del Regne de València, l'oratori d'Alfara ja estava en ruïnes.
Lloc de curta població, el 1563 només l'habitaven tres famílies. Després de l'expulsió dels seus habitants, l'any 1611 va ser encarregada la repoblació amb cristians al valencià Pere Escolano, qui també la portà a terme a la veïna Benitandús. En qualsevol cas, Alfara devia estar ja despoblada el 1765, ja que no apareix citada a la visita senyorial que portà a terme aleshores el comptador major i procurador general del duc de Medinaceli i Sogorb i marqués de Dénia, Baltasar Venero de Valera. Tampoc en parlà del lloc dècades més tard Cavanilles, ni Madoz a mitjan segle xix.